# Pronásledování hnutí Fa-lun-kung v Číně

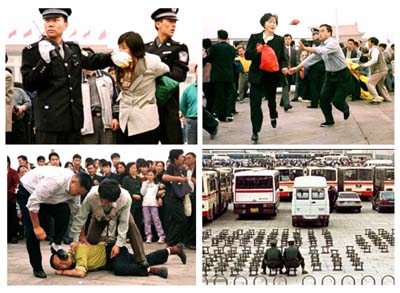
Zatýkání lidí praktikujících Fa-lun-kung na Náměstí nebeského klidu v Pekingu.

Od té doby, co 20. července 1999 vláda ČLR ve své zemi Fa-lun-kung pro údajnou ilegální činnost zakázala, se hnutí dostává mezinárodní pozornosti. Dle humanitárních organizací, a vládních i nevládních organizací za lidská práva je v ČLR Fa-lun-kung tvrdě potlačován formou ilegálního zatýkání, pokutování, věznění v pracovních táborech atp. V Číně měly být zaznamenány případy mučení. Řízení celostátního pronásledování se ujímá takzvaný Úřad 610 pod vedením Luo Kana. V roce 2006 se objevují zprávy o nezákonném a násilném odebírání orgánů vězněným praktikujícím Fa-lun-kungu v Číně.
Čínská vláda investuje do pronásledování Fa-lun-kungu obrovské částky ze státního rozpočtu. Amnesty International označuje Fa-lun-kung za skupinu, která je vystavena brutálnímu mučení v čínských vězeních. Na stránkách Minghui (Clearwisdom) přibývá počet zatčení, zpráv o mučení a úmrtích praktikujících v čínských vězeních. Po celém světě se před čínskými ambasádami protestuje proti pronásledování.
Právníci, kteří přijali právní obhajobu následovníků Fa-lun-kungu v Číně často čelí nátlaku úřadů, fyzickému napadání policejních orgánů nebo věznění a mučení.
V roce 2015 zveřejnila nevládní organizace Freedom House zprávu o vývoji pronásledování duchovního hnutí Fa-lun-kung. Ve zprávě uvádí odhad nákladů na provozování poboček Úřadu 610, který byl zřízen za účelem pronásledování likvidace duchovního hnutí. Podle Freedom House čítají roční náklady 135 milionů USD.

## Soudní procesy
11. listopadu 2009 přijal po dvou letech vyšetřování španělský soudce Ismael Moreno žalobu za genocidu a mučení. Mezi obviněnými figuruje pět vysokých představitelů Komunistické strany Číny, kteří se mají zodpovídat za svou roli při pronásledování duchovní praxe Fa-lun-kung. Poprvé soud uznal kampaň proti Fa-lun-kungu za odpovídající definici genocidy z hlediska právního. Mezi obviněnými je i bývalý vůdce Číny, Ťiang Ce-min, Luo Kan – bývalý ředitel Úřadu 610, Po Si-laj – bývalý ministr obchodu, Ťia Čching-lin – čtvrtý nejvýše postavený člen Strany a Wu Kuan-čeng – předseda interního disciplinárního výboru Strany.
21. prosince 2009 vynesl Argentinský soudce Octavio Araoz de Lamadrid z Federálního soudu č. 9 rozsudek v historickém procesu se dvěma bývalými čelními čínskými funkcionáři. Bývalý předseda komunistické strany Číny Ťiang Ce-min a šéf Úřadu 610 Luo Kan byli souzeni za jejich zodpovědnost ve stále probíhajícím pronásledování milionů praktikujících duchovní disciplíny Fa-lun-kung ze strany čínského komunistického režimu. Součástí rozsudku je i nařízení k zadržení obou funkcionářů, kteří se v současnosti nacházejí v Číně. Pokud obvinění vycestují do země, která má s Argentinou smlouvu o vydávání zločinců, musí být zadrženi a převezeni do Argentiny, aby byli postaveni před soud a poskytli prohlášení na svou obhajobu. Rozhodnutí soudu představuje historický precedent.

## Retrospektiva událostí v letech 1992–1999

### 1992 – představení metody Fa-lun-kung veřejnosti

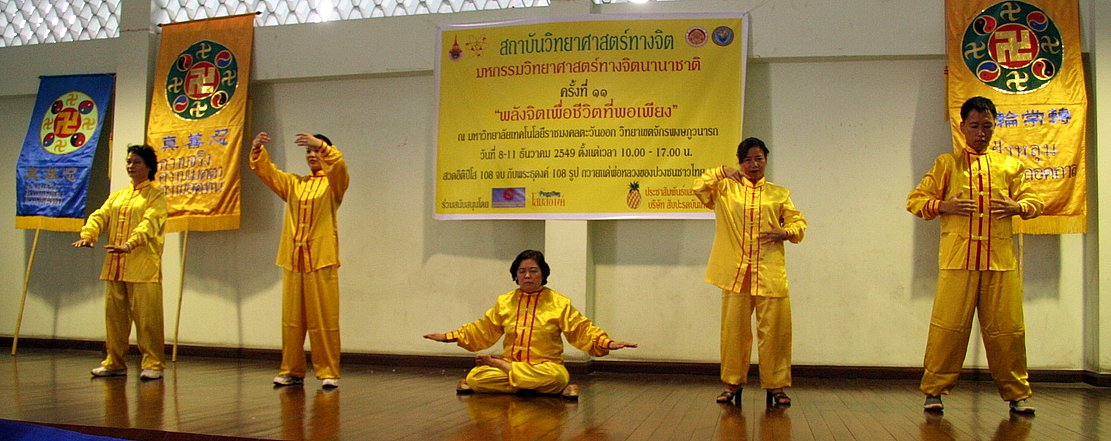
Ukázka pěti meditativních cvičení Fa-lun-kungu

Pan Li zaregistroval čchi-kungovou metodu Fa-lun-kung u vládní Asociace pro výzkum čchi-kungu. Na začátku roku 1998, se pan Li Chung-č' přesunul do Spojených států. Fa-lun-kung ale nadále vzkvétal a čínská vláda odhadovala v roce 1999 počet stoupenců na 70 milionů. Ten rok byl počet členů komunistické strany stanoven na 60 milionů. Lidé kteří chodili cvičit Fa-lun-kung se pravidelně scházeli po celé Číně, aby si společně zacvičili. Jen v Pekingu bylo více než 2000 cvičebních míst.

### 1999 – počátek pronásledování Fa-lun-kungu
V dubnu roku 1999 publikovala Komunistická strana článek v časopise Věda a technologie pro mládež, v němž označila Fa-lun-kung za pověru a hrozbu pro zdraví, protože praktikující mohou u vážných nemocí odmítat běžné lékařské ošetření. Velké množství stoupenců Fa-lun-kungu následně proti obsahu článku demonstrovalo před redakcí časopisu v Tchien-ťinu. Výsledkem bylo zatýkaní a bití účastníků demonstrace ze strany čínské policie.

#### Pokojný protest v Čung-nan-chaj
25. dubna 1999 – Kvůli předchozím zatčením přišlo ke státnímu Úřadu pro odvolání 10 až 15 tisíc praktikujících Fa-lun-kungu, tito lidé se odpoledne shromáždili před úřadem, kde žádali o propuštění lidí zatčených při demonstraci v Ťien-ťinu. Bylo jich takové množství, že je policie směřovala do okolních ulic okolo sídla Čínské komunistické strany v Čung-nan-chaj vedle Zakázaného města v Pekingu, kde zůstali do pozdního večera. Shromáždění bylo poklidné, účastníci nedrželi žádné transparenty ani plakáty. Prezident Ťiang Ce-min byl přítomností těchto apelujících znepokojen. Ideologická nadvláda komunistické strany byla podle jeho názoru ohrožena. Novinář a spisovatel Ethan Gutmann na tiskové konferenci v Evropském parlamentu uvedl, že Generální tajemník komunistické strany Ťiang Ce-min chtěl násilným zásahem proti Fa-lun-kungu před redakcí časopisu v Tchien-ťinu vyprovokovat stoupence Fa-lun-kungu k dalším větším protestům, aby získal záminku pro již naplánované a připravené represe proti němu. Přestože byla demonstrace poklidná a nedošlo ani k zablokování dopravy, státem řízená média prohlásila, že stoupenci Fa-lun-kungu, "zablokovali dopravu", "obklíčili Čung-nan-chaj" a Ťiang Ce-min je obvinil z ohrožování vládní moci.

#### Vznik Úřadu 610
10. června 1999 – Generální tajemník komunistické strany Číny Ťiang Ce-min založil takzvaný Úřad 610, který má za úkol pronásledovat a zdiskreditovat Fa-lun-kung a jeho příznivce. Podle Amnesty International přijala čínská vláda tři strategie na rozdrcení Fa-lun-kungu: násilí proti praktikujícím, kteří se odmítnou vzdát své víry, „vymývání mozků“, kdy jsou lidé nuceni, aby se Falun
Gongu vzdali a odmítli ho, a efektivnější mediální kampaň na obrácení veřejného mínění proti Falun Gongu.

## 2000–2005 celostátní zatýkání a uvězňování

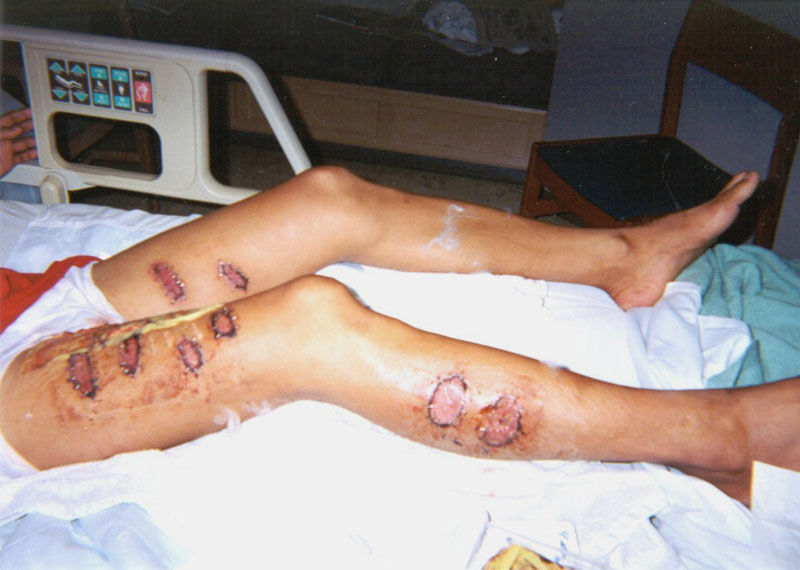
Fotografie muže při lékařském vyšetření popálenin na nohou způsobených ve vězení

Od roku 1999 se politický aparát komunistické strany Číny zaměřil na pronásledování Fa-lun-kungu. Podle zdrojů z čínské vlády byla použita čtvrtina z finančních prostředků vlády na persekuci Fa-lun-kungu. Z těchto zdrojů byla údajně vytvářena nová nápravná zařízení, pracovní tábory a věznice po celé Číně. Kanály státní televize CCTV vysílají o Fa-lun-kungu negativní zprávy a obrací proti němu veřejné mínění. Následně je mobilizován vojenský, policejní a vězeňský systém, pro monitorování, věznění a pronásledování praktikujících.
Podle zprávy Asociace Fa-lun-kung jsou bez soudního procesu do nově vystavěných prostor uvězněni statisíce praktikujících a posíláni do pracovních táborů, či zařazeni do převýchovných programů. Někteří z nich jsou umístěni do psychiatrických léčeben nebo čekají v záchytných centrech.
Oficiální zprávy uvádějí přes 3000 úmrtí praktikujících Fa-lun-kungu v důsledku pronásledování. Studie religionistů a historiků hovoří o deseti tisících obětech na životech v důsledku poprav a mučení v čínských pracovních táborech a vězeních. Počet obětí podle zdrojů stále stoupá.

### Upálení na náměstí Tchien-an-men
23. ledna 2001 se v čínské státní televizi CCTV objevují zprávy o pokusu o upálení několika lidí na náměstí Tiananmen, které čínské úřady vydávají za praktikující Fa-lun-kungu a obviňují Fa-lun-kung z iniciování jejich sebevraždy.Celá událost byla západními médii a nezávislými vyšetřovateli označena za případ vykonstruované události, která měla vrhnout špatné světlo na duchovní hnutí Fa-lun-kung, které čínský režim pronásleduje od roku 1999.

### 2006 – zprávy o nelegálních transplantacích
x. březen 2006 – Asociace Fa-lun-kung zveřejnila výpověď bývalé zaměstnankyně nemocnice Su-ťia-tchun, která vypověděla, že její bývalý muž, který v nemocnici pracoval jako neurochirurg, odebral v nemocnici od roku 2003 do roku 2005 na dva tisíce rohovek praktikujícím Fa-lun-kungu. Podle praktikujících Fa-lun-kungu dala čínská vláda souhlas k použití politických vězňů z řad Fa-lun-kungu jako zdroje orgánů pro komerční transplantace ve vojenských nemocnicích. Podle Fa-lun-kungu byla jejich těla ihned spálena, aby nezbyly o nelegálních transplantacích žádné důkazy.
Kanadský advokát David Matas a politik David Kilgour byli následně požádáni Koalicí za vyšetřování pronásledování Fa-lun-kungu (CIPFG), aby provedli vyšetřování obvinění Komunistické strany Číny ze zločinů v oblasti nezákonně odebíraných orgánů. Kanaďané obvinění potvrdili a David Matas situaci označil jako nový druh zla, se kterým se ještě nesetkal.
20. července 2006 – Evropský parlament důrazně odsoudil věznění a mučení vyznavačů Fa-lun-kung ve věznicích, v táborech na „převýchovu prací“, psychiatrických léčebných zařízeních a „zákonných vzdělávacích zařízeních“; ve zprávě z jednání uvádí, že je znepokojen zprávami o chirurgickém vyjímání orgánů vězněných vyznavačů Fa-lun-kung a jejich prodeji nemocnicím; naléhavě žádá čínskou vládu, aby skoncovala s vězněním a mučením vyznavačů Fa-lun-kung a okamžitě je propustila.

## 2007–2009

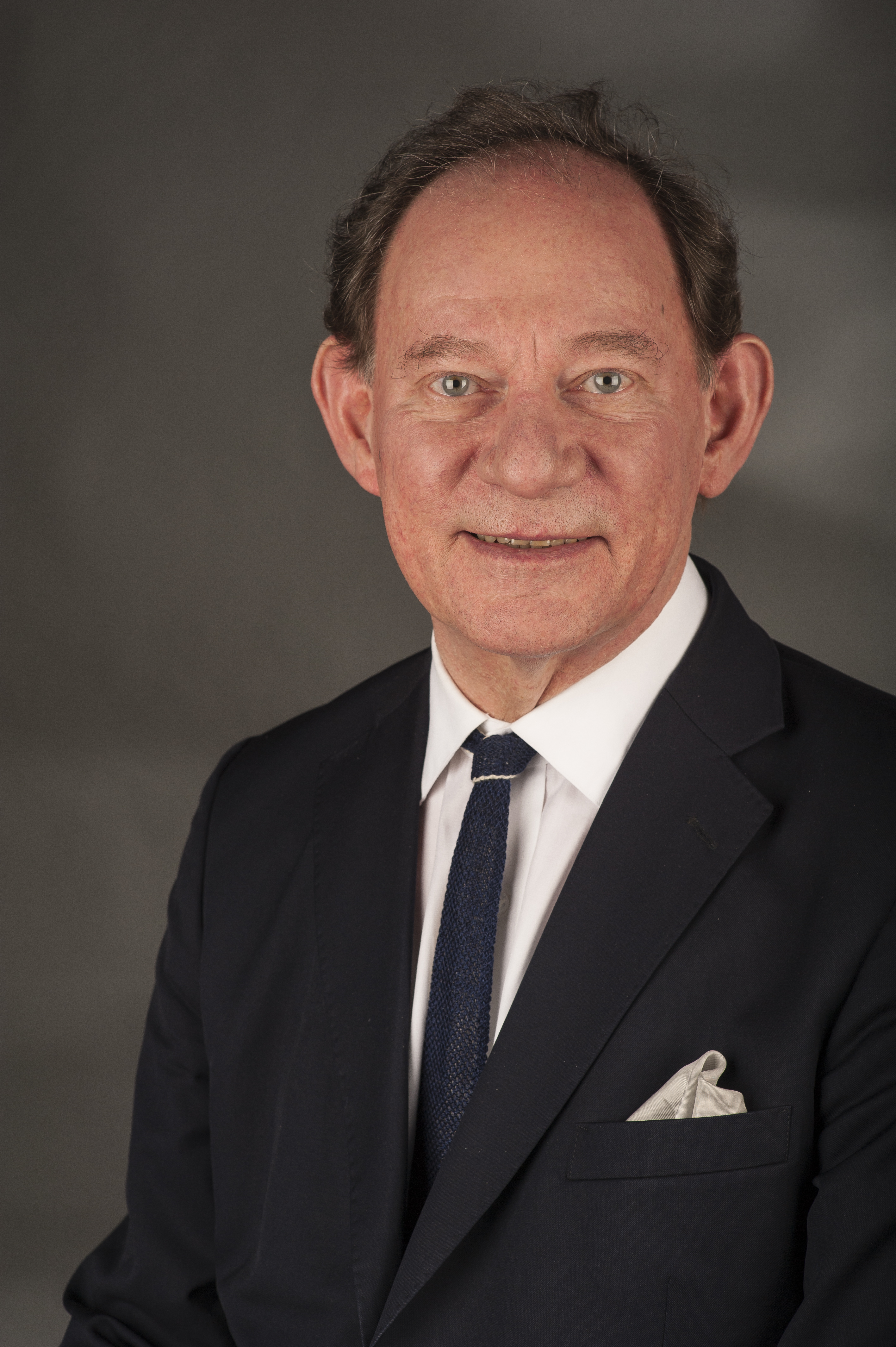
Místopředseda Evropského parlamentu Edward McMillan-Scott podal jménem konvence o genocidě žádost na vyšetřovací pronásledování Fa-lun-kungu v Číně komisi OSN.

Evropský parlament také vyjádřil hluboké znepokojení tím, že jsou v poslední době v souvislosti s olympijskými hrami ve větší míře politicky pronásledováni obránci lidských práv, novináři, právníci, signatáři petic, aktivisté z řad občanské společnosti, duchovní všech náboženství a sekt, stoupenci hnutí Fa-lun-kung, jakož i buddhističtí mniši a jeptišky, kteří jsou zadržováni v táborech či ústavech pro duševně choré, nebo jsou drženi v domácím vězení a vyzývá čínské orgány, aby ukončily tato porušování lidských práv.
12. prosince 2007 – Místopředseda Evropského parlamentu Edward McMillan-Scott na summitu EU/Čína ve Štrasburku v dialogu o lidských právech řekl, že ze strany Číny nenastalo v oblasti lidských práv žádné zlepšení a podle něj nepřestalo ani masivní uvězňování, o kterém referoval Harry Wu z nadace Laogai. Ten údajně odhaduje, že je v dnešní Číně uvězněno 6,8 milionu lidí, mnoho z nich kvůli náboženskému přesvědčení – a tím myslíme především stoupence učení Fa-lun-kung, kteří jsou nevinní, ale jsou mučeni za svou víru a v mnoha případech i umírají.
24. listopad 2008 – Na stránkách weeklystandard.com se objevilo zevrubné vyšetřování novináře Ethana Gutmanna vedené za účelem odhalení důkazů o provádění nelegálních odběrů orgánů v čínských věznicích.
18. června 2009 – čínský prezident Chu Ťin-tchao navštívil Slovensko. Na Hodžově náměstí v Bratislavě došlo před prezidentským palácem při příjezdu čínského prezidenta k potyčce mezi zaměstnanci čínských ambasád a aktivisty za lidská práva. Číňané napadali aktivisty a strhávali jim transparenty. Incident přitáhl pozornost veřejnosti k porušování lidských práv v Číně a k pronásledování stoupenců duchovní praxe Falun Gong v ČLR.

## 2010–2012
19. března 2010 – Bývalý kanadský ministr zahraničí David Kilgour promluvil na tiskové konferenci v Evropském parlamentu ve Štrasburgu o svém vyšetřování pronásledování Fa-lun-kungu v Číně a o obvinění z odebírání orgánů členům Fa-lun-kungu v Číně. Následně na to velká většina členů EP hlasovala pro podání žádosti Evropské komisi o vyšetřování stavu praktikujících Fa-lun-kungu v Číně.
30. října 2010 – Na půdě světové organizace OSN prohlásil její zvláštní zpravodaj Výboru OSN pro lidská práva německý profesor Heiner Bielefeldt, že Křesťanství je nejpronásledovanější náboženství na světě – ovšem pouze co do počtu případů. Co do intenzity a krutosti jsou to jiné víry, především Fa-lun-kung, Bahaí nebo Ahmadia. Jeho vystoupení popudilo čínskou delegátku, která prohlásila, že menšinové víry v její zemi „harmonicky koexistují“. Delegátka prohlásila, že mezi ně ovšem nepočítá zmíněný Fa-lun-kung. Ten podle ní "musí být vymýcen". Český rozhlas uvedl, že počet obětí komunistických čistek v Číně se odhaduje na 3 300 a většina jich byla zlikvidována na popud státní moci. V průměru zemře každé tři dny jeden praktikující Fa-lun-kungu.
14. července 2011 požadoval americký senátor za New Jersey Robert Mendez ve svém veřejném prohlášení ukončení pronásledování Falun Gogu čínskou komunistickou stranou.
26. listopadu 2011 – Kanadský právník David Matas zveřejnil článek, že se svými kolegy navrhnou, aby byly informace o pronásledování Fa-lun-kungu umístěny v Kanadském museu (Canadian Museum) pro lidská práva. Důvody přednesli 28. listopadu na veřejně přístupném semináři pořádaném na právnické fakultě University of Manitoba. Podle Matase by měla tato muzejní sekce přinést lidem hluboké ponaučení o neschopnosti mezinárodního společenství zasáhnout při rozsáhlém porušování lidských práv v některé ze světových zemí, o zneužití transplantační chirurgie a dalších závažných otázkách.

### Čeští umělci pořádají koncert za Fa-lun-kung

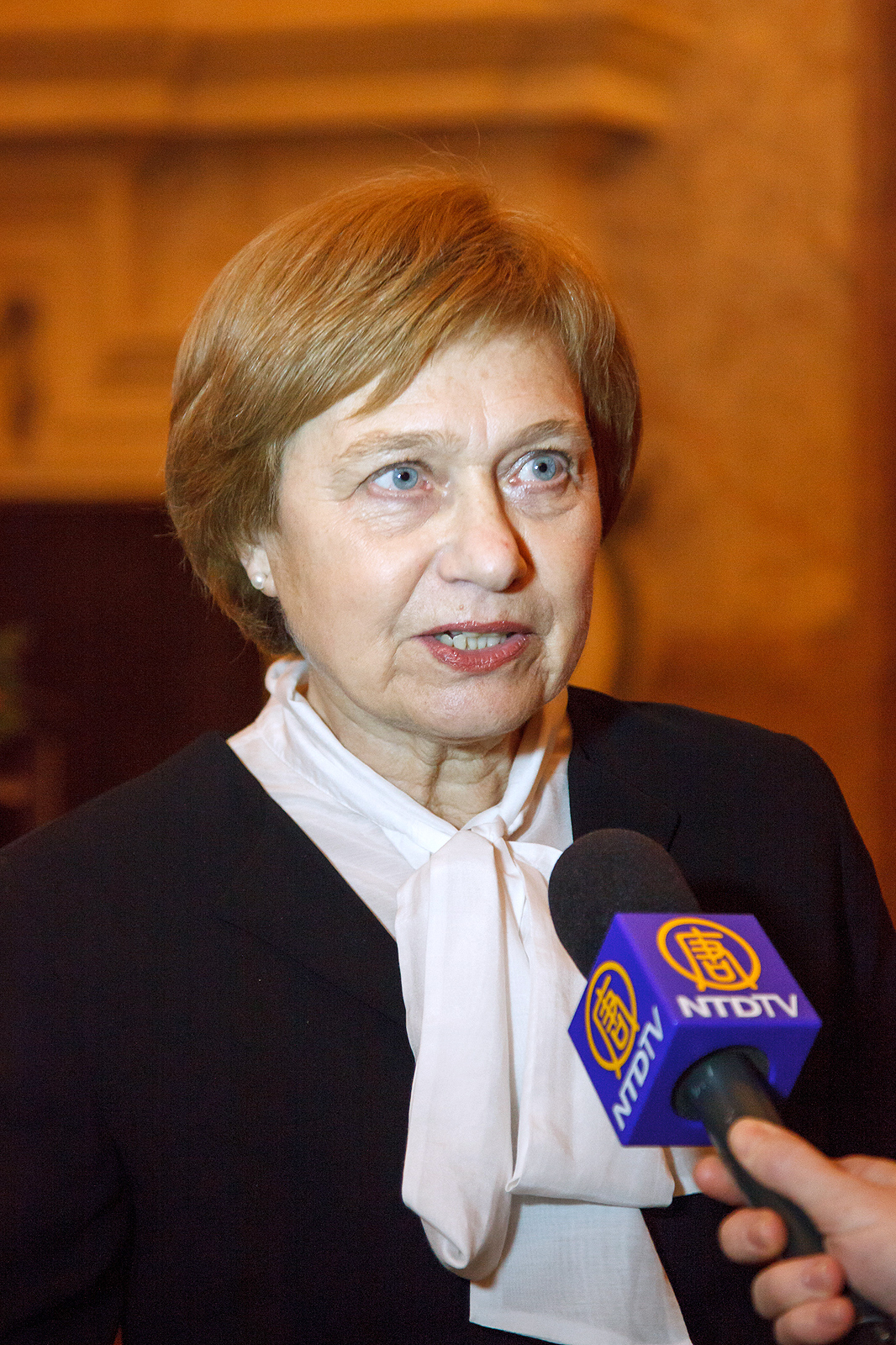
Senátorka Alena Palečková poskytla záštitu nad koncertem v Senátu PČR

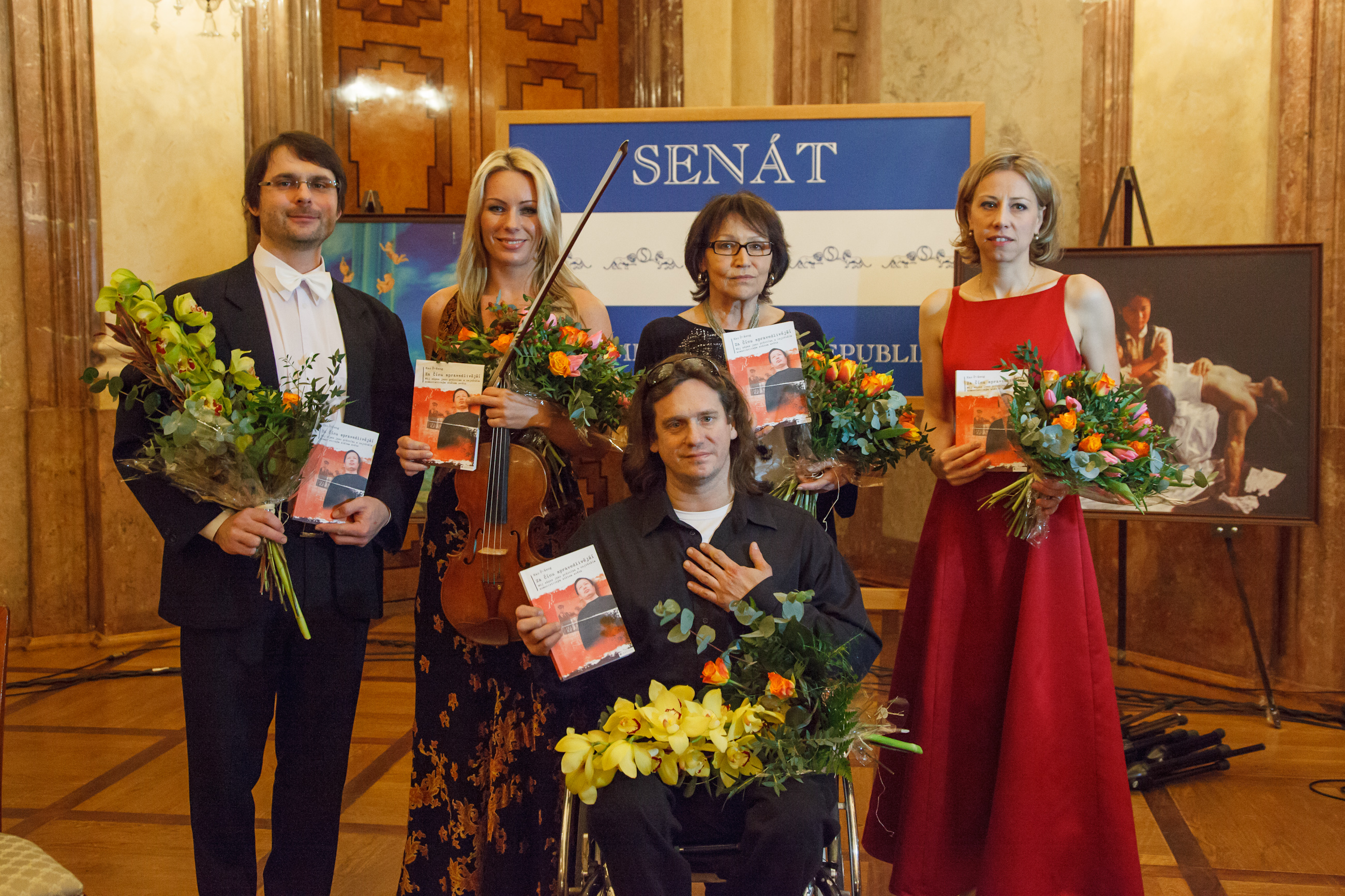
Skupinové foto účinkujících na koncertě za vězněného čínského právníka Kao Č'-šenga (zleva klavírista Štěpán Kos, violistka Jitka Hosprová, herec Jan Potměšil, zpěvačka Marta Kubišová, politička Kateřina Jacques)

27. leden 2012 – Čeští umělci, violistka Jitka Hosprová, zpěvačka Marta Kubišová a Jan Potměšil vystupují na koncertu na podporu právníka Kao Č'-šenga a pronásledované praktikující Falun gongu v Hlavním sále Senátu PČR. Koncert se konal pod záštitou místopředsedkyně Senátu Aleny Palečkové.

### Čeští umělci na čínské ambasádě
21. března 2012 – Desítka aktivistů, mezi nimi herec Jan Potměšil, violistka Jitka Hosprová či bývalá poslankyně zelených Kateřina Jacques, dnes předala do schránky čínského velvyslanectví dopis týkající se lidských práv. Požadují v něm propuštění vězněného čínského advokáta Kao Č’-šenga a lidí praktikujících Fa-lun-kung.

### Brněnská AI adoptovala vězeňkyni
Brněnská skupina mezinárodní lidsko-právní organizace Amnesty International adoptovala vězeňkyni svědomí paní Čchen Čen-pching, která byla uvězněna kvůli praktikování Fa-lun-kungu v čínském vězení. Amnesty protestuje proti jejímu mučení a špatnému zacházení, kterému se jí ve vězení dostalo. Dále uvádí, že její případ zahrnuje nespravedlivý soudní proces, porušení svobody projevu a vyznání, svévolné zadržení a zamítnutí právního zastoupení.

### Výbor českého senátu jedná o návrhu rezoluce
23. května 2012 – Senátní Výbor pro vzdělávání, vědu, kulturu, lidská práva a petice Senátu PČR jednohlasně přijal usnesení, kterým vyzývá režim Čínské lidové republiky k ukončení represí proti následovníkům duchovní praxe Fa-lun-kung a zrušení Úřadu 610, který represe řídí. Zároveň započal přípravná jednání o návrhu rezoluce za ukončení represí proti následovníkům duchovní praxe Fa-lun-kung v ČLR, která by měla být předložena Senátu PČR. O jejím oficiálním schválení bude senátní výbor dále jednat.
23. července 2012 – Blíží se jednání nejvyššího ruského soudu o zákazu literatury spojené s Fa-lun-kungem. Rusko se odvolává na článek 8 smlouvy mezi Ruskem a Čínou, kde je napsáno, že žádná strana nedovolí založení organizací nebo gangů na své půdě, které by ohrožovaly suverenitu, bezpečnost nebo teritoriální integritu druhé země a že jejich aktivity budou zakázány. Na základě tohoto článku začalo Rusko duchovní hnutí Fa-lun-kung pronásledovat již v roce 2011. Rada Evropy, která dohlíží na dodržování úmluvy o lidských právech, může za zákaz literatury Rusko, jako signatáře této úmluvy, pohnat před Evropský soud pro lidská práva ve Štrasburku.

### Kongres USA jednal o nelegálních transplantacích v Číně
11. září 2012 – Panel odborníků a svědků jednal v Kongresu USA. Závěrem panelu bylo společné vyjádření účastníků, že čínský režim mohl, podle nepřímých důkazů, zavraždit desítky tisíc politických vězňů pro jejich orgány. Orgány a těla vězňů mají být podle vyšetřovatelů a svědků, používány pro komerční účely a orgánové transplantace. Účastník panelu Dr. Damon Noto uvedl, že podle vyšetřování jsou zneužíváni především tito političtí vězni: Praktikující Fa-lun-kungu, Tibeťané, Ujguři a podzemní křesťané. Publicista Ethan Gutmann, který provádí svá vlastní vyšetřování uvedl, že mnozí z příznivců Fa-lun-kungu, se kterými dělal rozhovory, procházeli ve vězení lékařskými prohlídkami, které měly zjistit kvalitu jejich orgánů, jako jsou ledviny nebo oční rohovky. Guttman odhaduje, že mezi lety 2000 a 2008 bylo pro lidské orgány zavražděno 65 tisíc praktikujících Fa-lun-kungu.

### Petice pro Bílý dům
2. prosince 2012 byla na webové stránce Bílého domu v USA založena petice k tématu loupeží orgánů příznivcům Fa-lun-kungu v Číně. Petice obsahuje žádost adresovanou vládě USA, aby vyšetřila a odsoudila tyto případy hrubého porušování lidských práv. Pokud se na petici do 1. ledna 2013 shromáždí 25 000 podpisů, znamená to, že se s peticí bude oficiálně zabývat Bílý dům. Podle zpráv čínského vydání The Epoch Times tuto petici založili profesor Arthur L. Caplan z oddělení bioetiky na newyorské univerzitě, kalifornský neurolog Alejandro Centurion a profesor Sü Ťien-čchao z Ja-le School of Medicine.

## 2018
21. července 2018 se konal seminář v Poslanecké sněmovně PČR k petici "Za ukončení genocidy praktikujících Falun Gong páchané čínským režimem".

### Veřejné slyšení v Senátu PČR
19. listopadu se v Zaháňském salónku Valdštejnského paláce konalo veřejné slyšení senátního Výboru pro vzdělávání, vědu, kulturu, lidská práva a petice ohledně petice, kterou podpořilo více než 38 tisíc osob s názvem „Za ukončení genocidy praktikujících Falun Gongu páchané čínským režimem“.
Slyšení zahájil a moderoval senátor Václav Chaloupek, člen výboru. V úvodu byli přítomní seznámeni se záměrem petice a odůvodněním jejího předložení. Se svými příspěvky a stanovisky vystoupili zástupci Ministerstva zahraničních věcí, Českého helsinského výboru, Aca Media, Sinopsis a řada dalších hostů. Přítomní si vyslechli výpověď paní Liu Yumei z provincie Liao-ning v Číně i prohlášení Amnesty International a zprávu nevládní organizace WOIPFG.
Slyšení se zúčastnili také náměstek ministra zahraničí Lukáš Kaucký (ČSSD), poslanci Olga Richterová, František Kopřiva a Mikuláš Peksa (Piráti), senátor Marek Hilšer, bývalý ministr kultury Daniel Herman (KDU-ČSL), předsedkyně Českého helsinského výboru Lucie Rybová, bývalá zmocněnkyně pro lidská práva Monika Šimůnková, zakladatel festivalu Mene Tekel Jan Řeřicha, za projekt Sinopsis.cz bývalá zpravodajka českého rozhlasu v Číně Kateřina Procházková a sinoložka Anna Zádrapová.

### Další události
19. listopadu se setkali členové Pirátské strany s expertem na Čínu, spoluautorem vyšetřovacích zpráv a členem mezinárodního sdružení ETAC panem Ethanem Gutmannem.

## 2019
20. března 2019 vydal Senát Parlamentu České republiky rezoluci odsuzující násilné represe čínského režimu vedené proti duchovnímu hnutí Falun Gong v Číně.. O rezoluci se jednalo na zasedání Senátu Parlamentu České republiky, na němž byla projednávána otázka „genocidy duchovního hnutí Falun Gong v Číně páchané čínským režimem“. Jednání v senátu podnítila petice podepsaná více než 37 000 občany České republiky. Několik senátorů navrhlo text rezoluce směřované k čínskému režimu a drtivá většina přítomných senátorů ji v hlasování podpořila.

## Amnesty International
Amnesty International označuje Fa-lun-kung za skupinu, která je vystavena brutálnímu mučení v čínských vězeních. Ve svých kampaních na záchranu politických vězňů bojují za vysvobození vězňů z řad Fa-lun-kungu.
Po pokojném shromáždění u Hlavního petičního úřadu poblíž vládního komplexu Čung-nan-chaj v Pekingu, které se konalo v červenci 1999, postavila vláda hnutí mimo zákon a spustila dlouhodobou zastrašovací a perzekuční kampaň, řízenou zvláštní organizací nazývanou Úřad 610.>
Podle Amnesty International bývají lidé praktikující Fa-lun-kung držení na psychiatrii, vězněni v táborech pro pracovní převýchovu což je forma administrativního zadržování bez řádného obvinění, procesu a soudního přezkoumání, nebo odsuzováni k dlouhodobým trestům odnětí svobody.
Zástupci Fa-lun-kungu jsou primárním terčem čínského systému „Převýchovy prací“, kdy lidé mohou být zbaveni svobody zcela bez soudního procesu až na dobu 4 let. Očekává se, že je v Číně takto postiženo 300 až 500 tisíc lidí.
Amnesty International říká, že v souvislosti se všemi formami zadržování dochází často k mučení a jinému špatnému zacházení, a to i přesto, že Čína v roce 1988 ratifikovala Úmluvu OSN proti mučení.
Podle Amnesty International se opatření proti hnutí Fa-lun-kung dále zintenzivnila s blížícími se olympijskými hrami v roce 2008. Podle zdrojů hnutí bylo v tomto období zatčeno až 8 tisíc členů. V roce 2007 údajně zemřelo více než 100 lidí ve vazbě nebo krátce po propuštění z důvodu mučení, hladovění a nedostatku léků.

## Média
Opozici oficiální čínské tiskové agentuře Xinhua vytváření zahraniční média založená některými příznivci metody Fa-lun-kung (televizní stanice NTDTV a rádio Sound of Hope a noviny The Epoch Times). Snaží se odhalovat zločiny, kterých se podle nich čínský režim v Číně dopouští.

### Celosvětová štafeta s pochodní za lidská práva
Světem proběhla Celosvětová štafeta s pochodní za lidská práva, která započala svoji cestu na náměstí Sintagma, Řecko, Atény. Tuto aktivitu spustila Koalice za vyšetřování pronásledování Fa-lun-kungu CIPFG.[zdroj?]

## Publikace
Falun Gong's Challenge to China (2000)
Krvavá sklizeň (2006) (Bloody Harvest) – zpráva o obviněních z odebírání orgánů praktikujícím Fa-lun-kungu v Číně od Davida Kilgoura a Davida Matase popisuje pronásledování Fa-lun-kungu čínskou vládou, která používá politické vězně z řad Fa-lun-kungu jako zdroje orgánů pro komerční transplantace.
Fa-lun-kung – Stručná historie pronásledování (2007) (vydalo pardubické vydavatelství THEO)
Falun Gong and the future of China (2008) – kniha rozebírá krizi post-Maoistické sféry. Dále se věnuje historii Falun Gongu, vzniku a vývoji čchi-kungu, zachycuje život a působení zakladatele Fa-lun-kungu Li Hongzhiho v Číně. Obsahuje události v letech 1952–1995, působení Fa-lun-kungu mimo Čínu a konflikt mezi Fa-lun-kungem a čínským státem.
The Religion of Falun Gong (2012)
Falun Gong: The End of Days (2012)

## Filmy o persekuci
Otřásání světem (2006) (Shake The World) – Název filmu pochází patrně z buddhistického rčení "když se v člověku probudí buddhovské srdce zatřese světem o deseti směrech a všechny bytosti mu přijdou pomoci, vyprostit se z iluze a utrpení." Film sleduje osudy lidí v Číně zasažených pronásledováním komunistického režimu proti Fa-lun-kungu.
Za rudou zdí (2007) – Dokument kanadské televizní společnosti CBC („Beyond the Red Wall“ – The Persecution of Falun Gong) popisuje pronásledování, vrhá více světla na povahu Fa-lun-kungu, pronásledování čínským komunistickým režimem a zprostředkovává různé názory novinářů, politiků a samotných praktikujících.
Tři ženy (Three Woman) – Australský dokument, citlivé svědectví tří čínských žen, Esther Wang, Jennifer Zheng a Jane Dai, které se setkaly s terorem čínské vlády a hrůzou táborů nucených prací. Tři ženy s různými životními cestami se ocitají v exilu v Austrálii. Jejich osudy spojilo až pronásledování meditační praxe Fa-lun-kung čínskou vládou.
Písečná bouře (Sand Storm) – Film vypovídá o pronásledování Fa-lun-kungu čínským režimem a o utrpení, kterým prošli lidé v Číně, kteří se odmítli podvolit režimu a trvali na morálních hodnotách, které zastává Fa-lun-kung.
Slzy laskavosti (2007) (Tears of Benevolence)
Některé pravdy nelze tolerovat (Some Truths Are Intolerable) – Krátká filmová sonda do problematiky pronásledování Fa-lun-kungu v Číně, do příprav na olympiádu 2008 v Pekingu, do vyšetřování Davida Kilgoura, názorů politiků a svědectví praktikujících.
Desetiletí odvahy (2009) (Decade of Courage) – Nezávislá televizní stanice New Tang Dynasty (NTDTV) natočila unikátní sérii čtyř dokumentů, mapujících období deseti let pronásledování čínské vlády, namířeného proti následovníkům duchovní školy Fa-lun-kung.
Svobodná Čína: Odvaha věřit (2011) (Free China: The Courage to Believe) – Režisér Michael Perlman, autor oceněného filmu „Tibet: Beyond Fear“, natočil snímek v koprodukci s televize televizí New Tang Dynasty.
Člověk na prodej (2014) (Human Harvest)
Hard to Believe (2015)
The Bleeding Edge (2016) – Ve snímku si zahrála Miss Kanada 2015 Anastasia Lin, která se také věnuje Fa-lun Kungu.
Harvested Alive: The Ten-Year of Investigation (2016)
Avenues of Escape (2017)
Reunion (2017)
Ravage (2017)

## Uměním proti pronásledování
Praktikující Fa-lun-kungu použili prvky umění, malířství, tance a hudby, aby hovořili o tradiční kultuře Číny, o pronásledování jemuž jsou praktikující v Číně vystaveni v učení Mistra Li Hongzhiho, a aby hovořili, skrze toto umění, o svém pochopení, které získali na "cestě kultivace".
Mezi takové projekty patří například Nebeský pochodový orchestr (Celestial marching band). Soubory hudebníků z celého světa, pochodující ulicemi hlavních měst se "standartou" školy Fa-lun-kung, protestující proti násilí na praktikujících FG v Číně. Nebo projekty na obnovu čínské kultury televizní stanice New Tang Dynasty Television.